# Clase Alfa
Los submarinos de la Clase Alfa son submarinos cazadores, de tipo de propulsión nuclear, construido y operados por la Unión Soviética y operados posteriormente por la armada de la federación rusa, como Proyecto 705 (Лира/Lyra). El nombre dado por la OTAN es ALFA. Eran los más rápidos y de mayor profundidad jamás construidos en el mundo. Su récord de profundidad solo fue roto por el K-278 Komsomolets y el de velocidad por el K-222 Clase Papa.
Este tipo de submarino aparece en el libro y la película La Caza del Octubre Rojo.

## Desarrollo
Los submarinos nucleares de ataque soviéticos suponían una amenaza para los portaaviones estadounidenses y submarinos nucleares estadounidenses y británicos. Por ello los submarinos soviéticos fueron uno de los temas que más preocuparon a la OTAN durante la Guerra Fría. La evolución de los submarinos soviéticos fue seguida muy de cerca y obligó a la actualización de doctrinas y estrategias de la OTAN.
La Oficina Especial de Diseño Soviética 143 (SKB-143) de Leningrado se encargó de diseñar los submarinos del Proyecto 705 Clase Lyra, que recibirían la designación de la OTAN Clase Alfa. El trabajo inicial empezó en 1957, tuvo muchos retos e innovación debido a que se tenía que cumplir con las demandas requeridas por la Marina Soviética (suficiente velocidad para perseguir barcos enemigos, evadir armas antisubmarinas, baja detectabilidad a sonares, y boyas lanzadas desde aviones, poco desplazamiento sumergido y tripulación mínima). Este usaría un casco de titanio para crear un pequeño arrastre de 1500 tons, con 3 compartimientos capaz de ir a altas velocidades (superando los 40 nudos) y gran profundidad de inmersión. 
Tenía un reactor nuclear de metal líquido, con un alto grado automatización para reducir aún más la tripulación y operadores, solo se necesitarían 16 operadores altamente entrenados. Durante el diseño hubo problemas en el Buró y se le dio un giro radical lo cual aumento las dimensiones de la nave, peso en 800 tons y se requería el doble de tripulación.
Se construyó un prototipo en 1972 el K-222 en el astillero Sudomekh en Leningrado, hubo un retraso en la construcción debido a numerosos retrasos y cambios a la marcha de construcción. Este prototipo fue reconfigurado muchas veces para probar nuevas tecnologías, y fue sacado del servicio en 1980 por un accidente en el reactor.
Su velocidad máxima es de 44.7 nudos, y profundidad máxima de 800 m, estos datos causaron alarma en la Marina de Estados Unidos y se le dio prioridad a desarrollar el torpedo ADCAP y los submarinos Sea Lance y la Clase W (cancelados poco tiempo después de obtener más datos del nuevo Alfa). La Marina Real también respondió a este submarino desarrollando el torpedo Spearfish.

## Producción
Su producción empezó en 1974 como Proyecto 705 utilizando el Astillero Admiralty en Leningrado y el Astillero Sevmashpredpriyatiye en Severodvinsk, el primer submarino fue asignado en 1977.
El Proyecto 705 también fue una plataforma para experimentar nuevas tecnologías e innovaciones y corregir fallas.
Entre 1968 y 1983 se construyeron 7 submarinos. El primer submarino de esta clase no pudo utilizarse debido a graves problemas en el reactor y fue retirado del servicio al cabo de un año. La producción terminó en 1983 cuando se completó la séptima unidad; todas las unidades fueron asignadas a la Flota del Norte.
La entrada en servicio de los submarinos reveló que tenían algunas desventajas muy significativas. Eran muy ruidosos y podían ser detectados a grandes distancias por sensores acústicos. El reactor de tipo LMR tenía unos requisitos de mantenimiento muy pesados. Además, el plomo-bismuto líquido utilizado como refrigerante debía mantenerse en todo momento por encima de 123C° para evitar que se congelara. Esto incluía los periodos en que los submarinos estaban en puerto. Si el plomo-bismuto se congelaba, no era posible volver a poner en marcha el reactor nuclear. Por ello se construyó una planta en la base de los submarinos, para proporcionar un flujo continuo de estímulo al refrigerante líquido de plomo-bismuto.

## Propulsiones

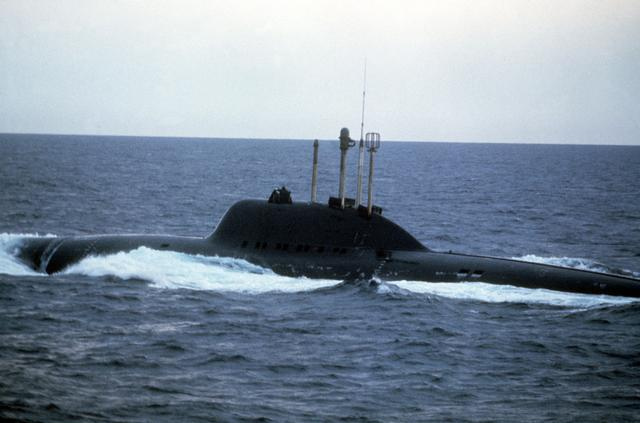
Alfa patrullando.

El reactor nuclear usado fue un reactor rápido con enfriamiento de plomo, estos tenían ventajas sobre otros modelos viejos como:
- Debido a la mejor refrigeración tienen un desempeño 1.5 vez mayor

- El tiempo de vida sin recarga aumenta

- El metal líquido usado previene explosiones accidentales y se solidifica en caso de derrames, aumentando la seguridad

- Los reactores de esta clase son más pequeños.

El reactor utilizaba una solución de plomo y bismuto permitía producir 155 megawatts de poder, la aceleración máxima se podría lograr en 1 minuto y dar una vuelta de 180 grados a máxima velocidad tomaba 40 segundos. Esta gran maniobrabilidad excedía las naves de esa época y los torpedos disponibles, sin embargo, tantas maniobras le quitaban lo sigiloso debido al movimiento de tanta agua.
Este disponía de generadores de vapor de 30 MW, y 2 motores eléctricos de 100 kW que servían como propulsión extra para maniobrar y de emergencia. El poder de reserva o emergencia incluía un generador diésel de 500 kW y un par de baterías de zinc plata.
Para mantener en estado operacional y evitar que el plomo líquido se solidificara se tenía que inyectar una gran presión de vapor caliente, por lo cual se construyó una planta para ellos, pero al no darles un mantenimiento adecuado se dejaron de decaer y se acordó mantener los reactores funcionando siempre, algo para lo que no estaban diseñados por lo cual hubo accidentes, con derrames de refrigerante; el reactor de una unidad se descompuso y congeló durante operaciones en el mar. Se tuvieron que retirar 4 submarinos debido a que se congeló el refrigerante.
El reactor OK-550 y el BM-40A fueron diseñados para un solo uso, no estaban diseñados para recargarlos más que nada debido a su vida útil de 15 años después de la cual la unidad total sería remplazada. El Alfa no tenía diseño modular que permitiría un reemplazo rápido del reactor

## Casco
Como todos los submarinos soviéticos, el Proyecto 705 utilizaba un casco doble, el interno sostiene la presión, y el exterior protege y provee un desempeño hidrodinámico óptimo. Los submarinos de esta clase tenían un diseño de casco variable. El contorno optimizado daba una firma mínima de sonar y resistencia al agua mínima.
Los Astilleros desarrollaron trabajos y herramientas revolucionarias para la época debido a que trabajaron con cascos de aleaciones de titanio en su totalidad.
Para proteger a la tripulación el submarino estaba equipado con una cápsula eyectable. 
El casco de titanio estaba diseñado para profundidades extremas, hay informes que dicen que una unidad llegó a 1300 metros pero al regreso a superficie causaba daños permanentes al equipo.

## Sistema de combate
Se desarrollaron una gran variedad de sistemas para este barco:
- El sistema de combate y control Accord, el cual recibía y procesaba la información hidroacústica, por televisión, radar y sistemas de navegación, este permitía localizar y determinar localización y trayectoria de otros barcos, torpedos, etc. La información se desplegaba en una pantalla y daba recomendaciones de tácticas para operar.

- Sargan es un sistema de control de armas, para guiar los torpedos y el uso de contramedidas, pudiendo operar manual o automáticamente.

- Ocean, sistema hidroacústico automático que provee información de ataque a otros sistemas y elimina la necesidad de operadores

- Sogh, sistema de navegación y sistema de control Boxite que integra el curso, profundidad, velocidad y programación de maniobras.

- Rhytim sistema de control de toda la maquinaria a bordo, eliminando la necesidad de personal para la operación del reactor y otra maquinaria compleja, este era el principal factor para reducir en gran medida la tripulación requerida.

- Alfa sistema de control de radiación

- TV-1 Sistema de televisión para observación exterior.

Todos los sistemas del ALFA estaban altamente automatizados para todas sus operaciones, las operaciones de decisiones humanas eran tomadas desde el cuarto de control. Los sistemas del Lira requerían solo de 8 oficiales en el cuarto de control, mientras que otros submarinos de tipos submarinos requieren de 120 a 160 hombres, inicialmente se usarían 14 oficiales. Por decisiones del alto mando se decidió aumentar el número para entrenar otras generaciones posteriores de naves y se llegó a 27 oficiales y 4 suboficiales.

## Su uso
El submarino ALFA o Lira fueron diseñados primordialmente para la Guerra contra barcos de superficie y submarinos, pero con el avance en sonares pasivos del Oeste y nuevos tipos de torpedo sus capacidades fueron cambiadas para operar coordinando ataques con otros submarinos. 
Su autonomía era de 1 mes comparado con 3 meses de los tipos submarinos de Estados Unidos.
Todos los submarinos clase Alpha se basaron en Zapadnaya Litsa, al sur del mar de Barents y a 45 kilómetros de la frontera noruega. Los submarinos permanecieron en activo hasta la década de 1990. Cinco fueron retirados del servicio en 1990 y el último en 1996.

## Influencia en la vida submarina
Como la mayoría de los submarinos nucleares del mundo el Alfa no hizo operaciones en combate pero sirvió para demostrar el poder soviético; el gobierno soviético hizo un buen uso de ellos al exagerar su número planeado a construir lo cual les permitiría ganar una gran superioridad naval contra la US Navy. Es por eso que Estados Unidos inició rápidamente programas para hacer frente al reto al igual que la Marina Real. 
Aunque los Clase Alfa no cumplieron las expectativas soviéticas, la percepción de amenaza era muy alta hasta que se comprendió la situación real. El reflejo de esta percepción de amenaza se observa en el desarrollo de la tecnología de torpedos y submarinos. Las experiencias y lecciones aprendidas de los Clase Alfa se reflejaron en los submarinos soviéticos y rusos construidos en el periodo sigu
El Lira estaba diseñado para ser el precursor de una nueva generación de botes rápidos, ligeros, y consiguió crear una gran variedad de derivados para diferentes propósitos, cambios en el Mando Soviético dieron prioridad a la construcción de botes más largo como el Schuka o Akula. 
Las tecnologías usadas y desarrolladas para el ALFA dieron la pauta para lo que sería el Schuka este siendo un híbrido del Lira y mejoras de sonar pasivo, un sonar trasero y reducción en la emisión de ruido.
El Seawolf inicio como un proyecto para guerra antisubmarina pero no logró replicar los logros del Alfa, aunque logró servir para atacar submarinos balísticos y de ataque como el Akula o proyecto 971
También logró influir en el diseño de la clase Borei lanzado en 2008, y sus hermanos entraran en servicio entre 2011 - 2013, los cuales implementaron las habilidades de lanzamientos de misiles balísticos y defensa contra otros submarinos y barcos de superficie, mejorando las fallas en el ALFA.
Las primeras evaluaciones occidentales de las clases Alpha no eran exactas. La velocidad máxima era de 41 nudos en lugar de 45 nudos estimados. La profundidad operativa era de unos 320-350 metros, en lugar de 610 a 760 metros. Además, había problemas muy graves con el uso y el mantenimiento de los reactores nucleares.

## Bajas
El K-64 sufrió un accidente en 1972. La baja de los primeros submarinos fue en 1987, y otros 4 en 1992. El último submarino sufrió modificaciones para poder llevar un reactor VM-4 de agua presurizada, y luego fue sacado del servicio en 1995.